# Музыкальная культура эсперанто

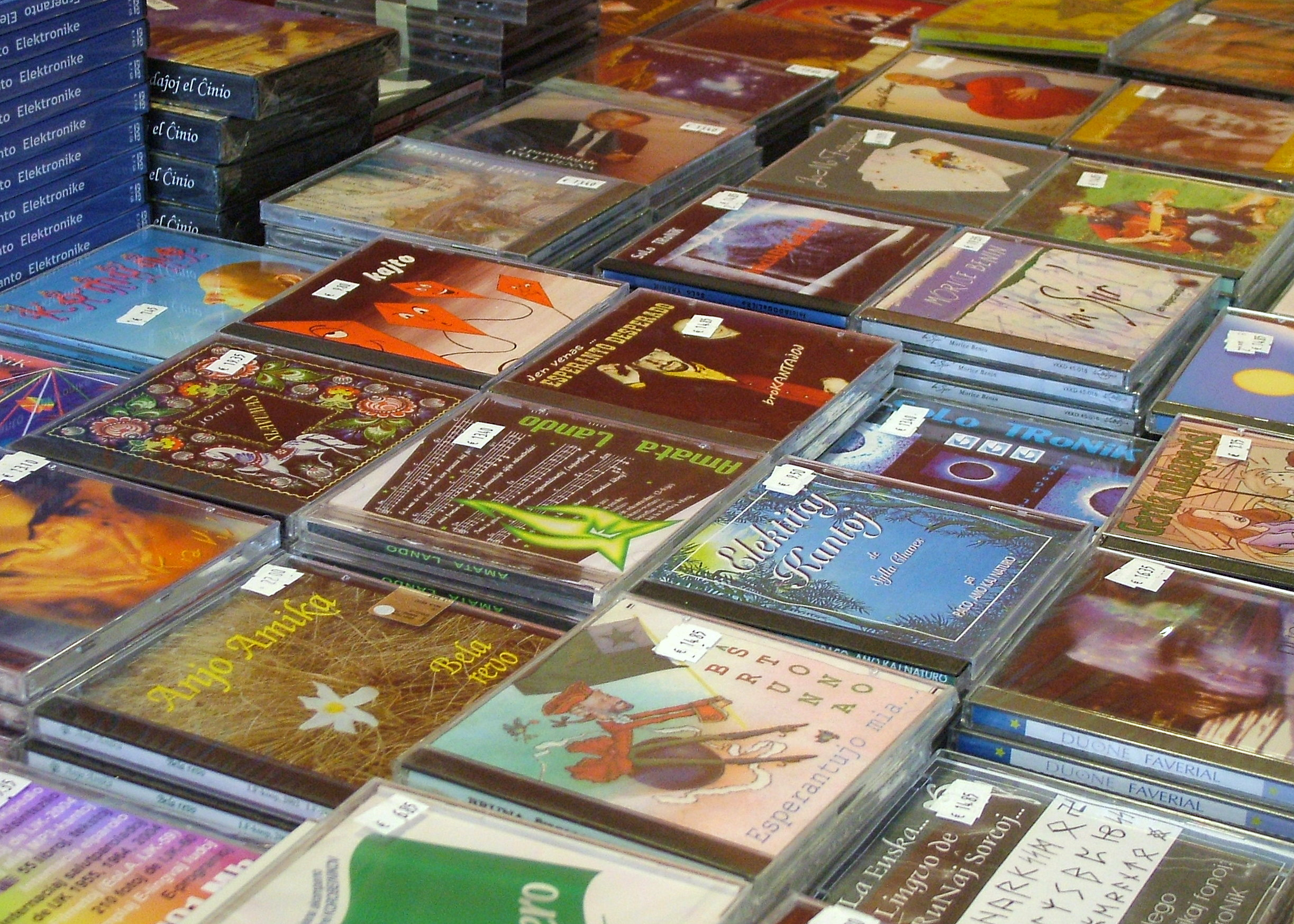
Музыкальные компакт-диски на эсперанто

Музыкальная культура эсперанто — песни, которые написаны, записаны и исполнены на эсперанто. Знания языка и музыкальный уровень эсперанто-артистов сильно варьируется. Некоторые из них, не разговаривая на языке, поют, выучив текст на память. Также можно встретить эсперанто в популярной музыке.

## Известные эсперанто-группы
- Dolchamar
- Kaj Tiel Plu
- Persone
- JoMo kaj Liberecanoj
- Kajto
- Ĵomart kaj Nataŝa
- La Perdita Generacio
- BaRok Projekto
- TEAM

## Известные эсперанто-исполнители
- Eterne Rima
- Jonny M

## Известные песни
- Ĉu vi pretas?! — песня Dolchamar, которая стала первой официально записанной хип-хоп песней на эсперанто[1].
- La espero — традиционный гимн эсперанто-движения, в основе которого лежит одноимённый стих Людвика Заменгофа.
- Ла бамба. Переведённая на эсперанто мексиканская народная песня популярна среди эсперантистов на молодёжных эсперанто-встреч. Во время её исполнения танцующие, обнявши за плечи ближайших, образовывают круг и шагают влево или вправо. В середине этого круга также танцуют несколько человек и, для того чтобы им встать в круг, необходимо поцеловать три раза выбранного человека из этого круга, после чего они меняются местами[2]. Танец родился в 1982 году на 38 Международном молодёжном конгрессе эсперанто[3]. Популярность песни стало причиной её утверждения как официального гимна TEJO в 1990 году[4]. Однако позже это решение было аннулировано.

## Организации
- EUROKKA (Esperanto-Universala-Rok-Organizo, Kolektiva Komunik-Asocio; рус. Всемирная эсперанто-ассоциация рок-музыки) — эсперанто-ассоциация рок-музыки.
- Vinilkosmo[фр.] — лейбл эсперанто-музыки.

### Эсперанто-музыка
- Bonvenon al libera esperanto-kantaro! (эсп.). KantarViki. — вики собраний песен на эсперанто.
  - E-Muziko En Interreto (эсп.). KantarViki. — эсперанто-музыка в интернете.
- (эсп.) Эсперанто-музыка
- (эсп.) Этническая музыка на эсперанто
- Эсперанто-музыка ТВ
- Эсперанто-музыка на lernu.net

### Организации
- EUROKKA (эсп.). — сайт ассоциации EUROKKA.
- Esperanto Songs and Music - VINILKOSMO MUSIC PLATFORM (англ.). VINILKOSMO-MP3.COM. — сайт издательства Vinilkosmo.

### Прочие
- Konsiloj pri tradukado de kantoj (эсп.). Tekstoj. — советы по переводу песен на эсперанто.